# Theligonum japonicum
Theligonum japonicum là một loài thực vật có hoa trong họ Thiến thảo. Loài này được Ôkubo & Makino miêu tả khoa học đầu tiên năm 1889.

## Hình ảnh

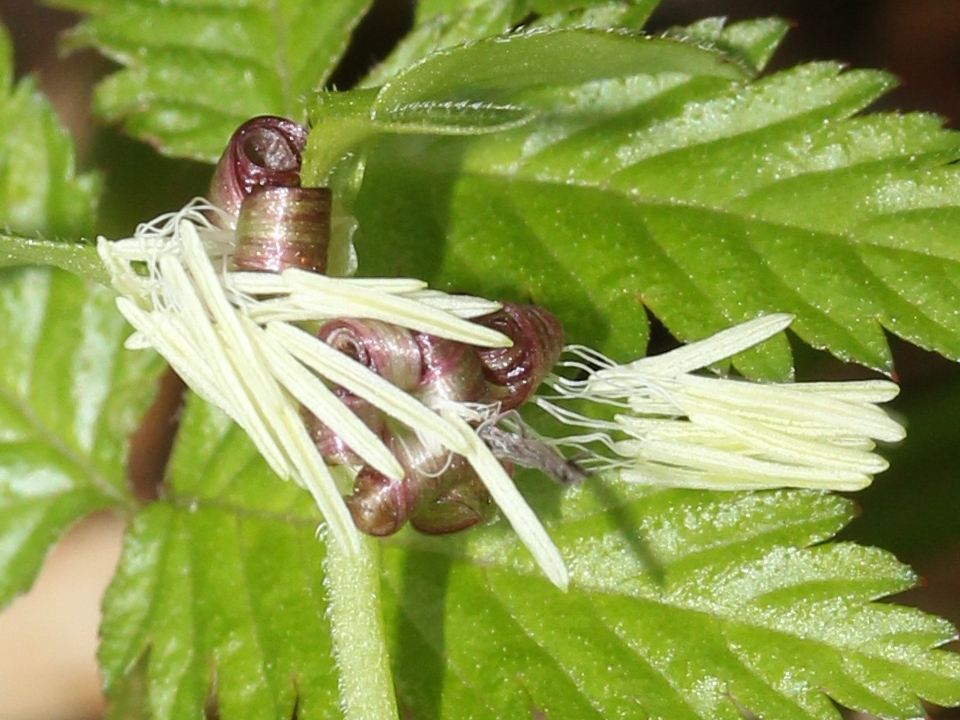
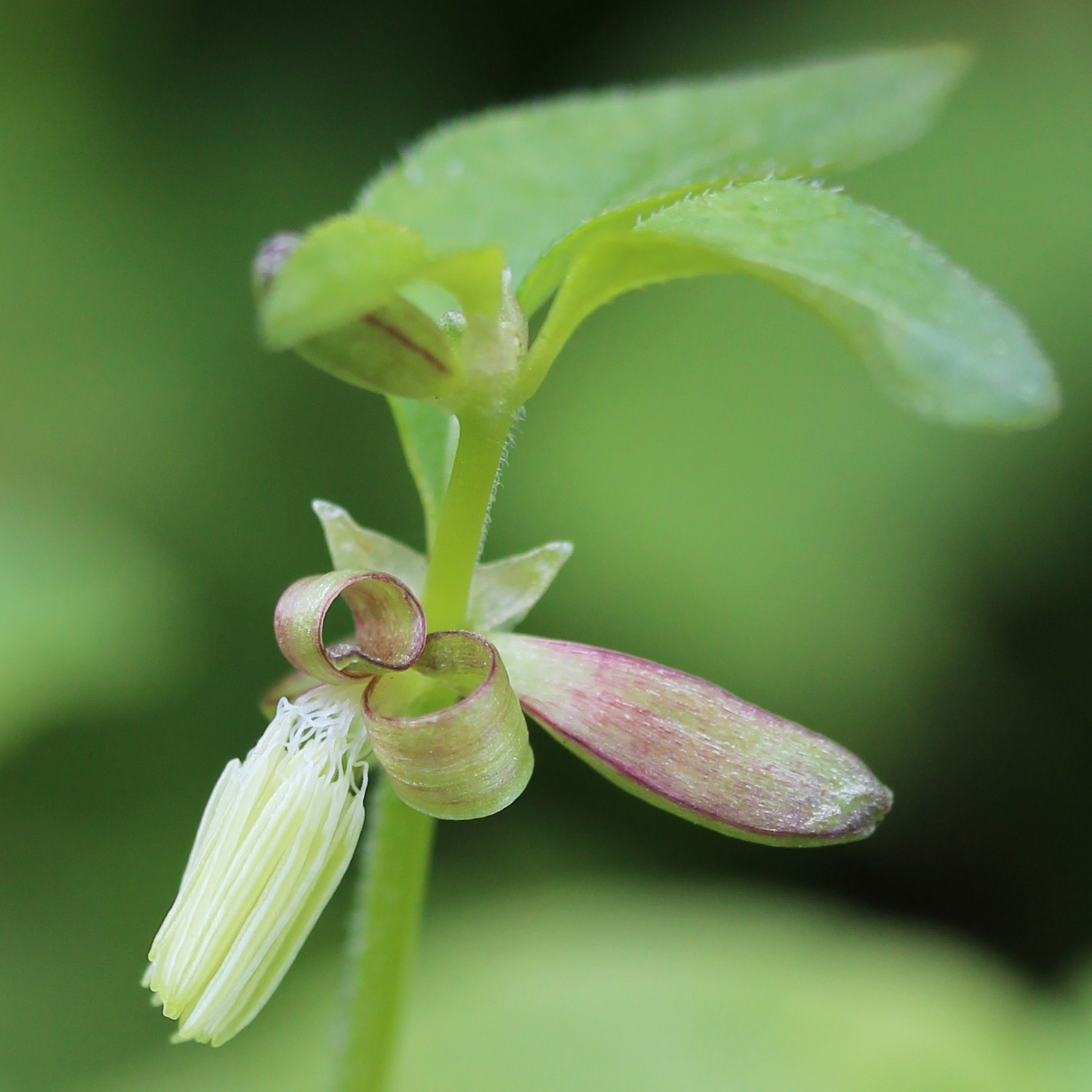
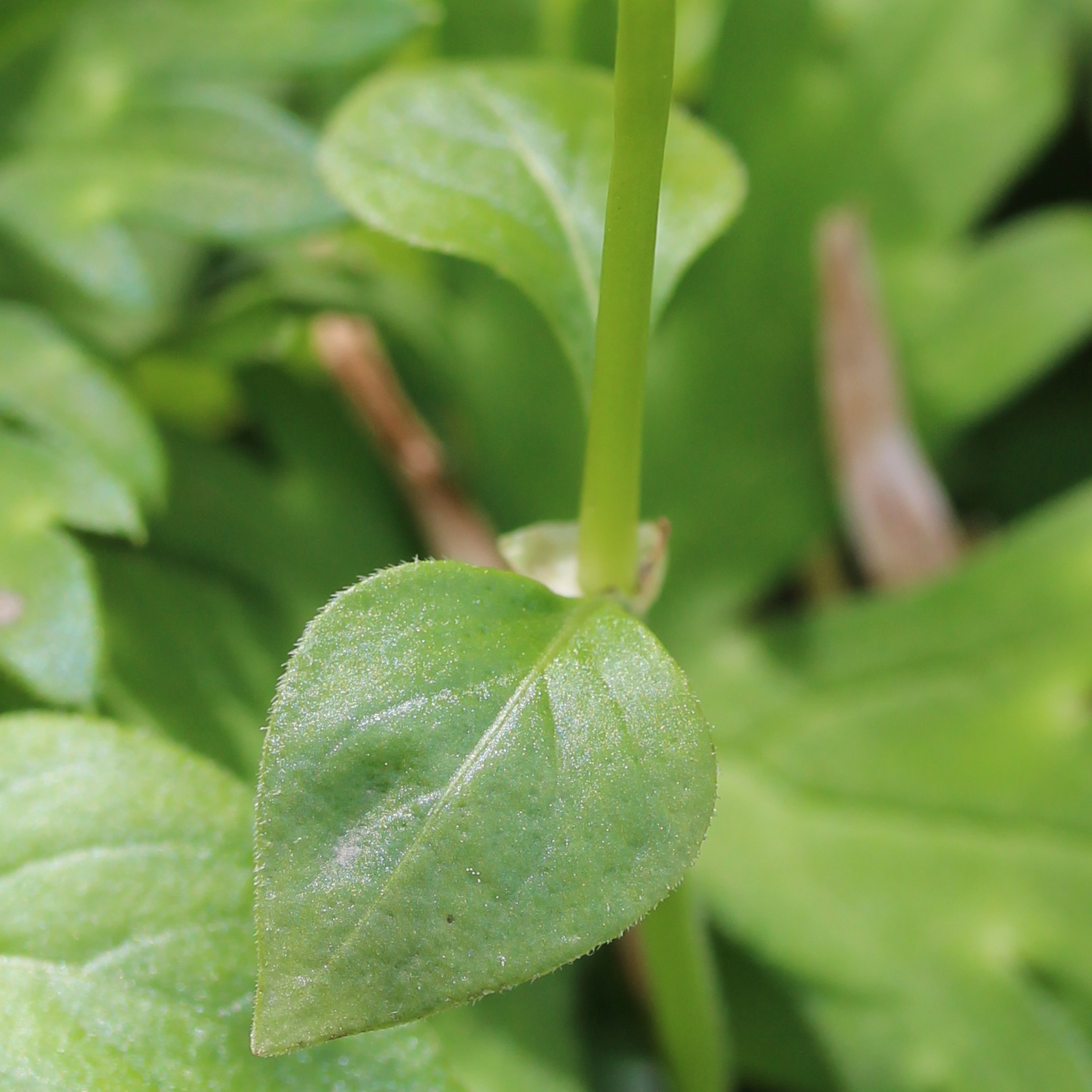
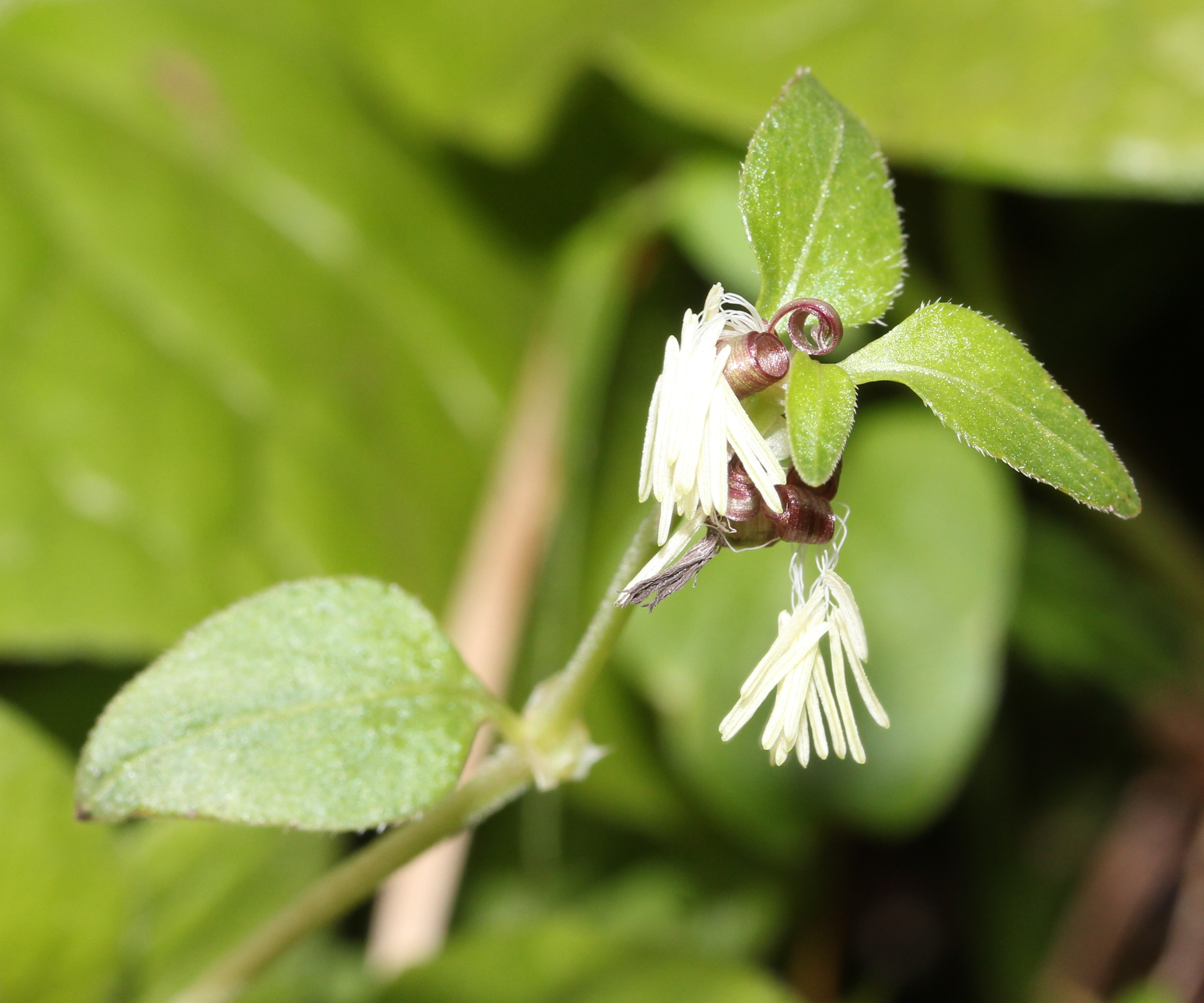